# Olympische Sommerspiele 1912/Leichtathletik – 10.000 m (Männer)
Der 10.000-Meter-Lauf der Männer bei den Olympischen Spielen 1912 in Stockholm wurde am 7. und 8. Juli 1912 im Stockholmer Olympiastadion ausgetragen. Dreißig Athleten nahmen daran teil. Diese Disziplin wurde das erste Mal bei Olympischen Spielen durchgeführt.
Erster Olympiasieger wurde der Finne Hannes Kolehmainen vor dem US-Amerikaner Lewis Tewanima. Der Finne Albin Stenroos gewann die Bronzemedaille.
Der einzige deutsche Teilnehmer war Gregor Vietz. Er musste in seinem Vorlauf das Rennen aufgeben. Österreicher und Schweizer waren nicht am Start.

## Rekorde

### Bestehende Rekorde
Weltrekorde waren damals noch nicht offiziell, Jean Bouins Zeit – er hatte als erster Läufer die Marke von 31 Minuten unterboten – fand erst 1926 Eingang in die Bestenlisten.
| Weltrekord         | 30:58,8 min – offiziell anerkannt erst 1926 | Jean Bouin ( Frankreich)                    | Colombes, Frankreich                        | 16. November 1911                           |
| Olympischer Rekord | Wettbewerb erstmals im olympischen Programm | Wettbewerb erstmals im olympischen Programm | Wettbewerb erstmals im olympischen Programm | Wettbewerb erstmals im olympischen Programm |

### Rekordverbesserungen
In den erstmals bei Olympischen Spielen ausgetragenen Rennen über 10.000 Meter wurden folgende olympische Rekorde aufgestellt:
- 33:49,0 min – Hannes Kolehmainen (Großfürstentum Finnland), erster Vorlauf am 7. Juli
- 32:30,3 min – Leonard Richardson (Großbritannien), zweiter Vorlauf am 7. Juli
- 31:20,8 min – Hannes Kolehmainen (Großfürstentum Finnland), Finale am 8. Juli

## Durchführung des Wettbewerbs
Am 7. Juli wurden insgesamt drei Vorläufe durchgeführt. Die auf den jeweils ersten fünf Plätzen eingelaufenen Athleten – hellblau unterlegt – qualifizierten sich für das Finale, das am folgenden Tag stattfand.

## Vorlauf
Datum: 7. Juli 1912
Der erste olympische Rekord wurde im ersten Vorlauf erzielt und im zweiten Lauf verbessert. Die jeweils ersten fünf Läufer – hellblau unterlegt – qualifizierten sich für das Finale.

### Vorlauf 1
| Platz | Name               | Nation             | Zeit        | Anmerkung |
| ----- | ------------------ | ------------------ | ----------- | --------- |
| 1     | Hannes Kolehmainen | Finnland           | 33:49,0 min | OR        |
| 2     | Joe Keeper         | Kanada             | 33:58,8 min |           |
| 3     | Gaston Heuet       | Frankreich         | 34:50,0 min |           |
| 4     | John Eke           | Schweden           | 34,55,8 min |           |
| 5     | Ernest Glover      | Großbritannien     | 35:12,2 min |           |
| 6     | Albert Öberg       | Schweden           | 35:45,0 min |           |
| 7     | George Lee         | Großbritannien     | k. A.       |           |
| 8     | Charles Ruffell    | Großbritannien     | k. A.       |           |
| 9     | Vladimír Penc      | Böhmen             | k. A.       |           |
| 9     | William Kramer     | Vereinigte Staaten | k. A.       |           |
| 9     | Michail Nikolski   | Russland           | k. A.       |           |
| 10    | Harry Hellawell    | Vereinigte Staaten | k. A.       |           |

### Vorlauf 2

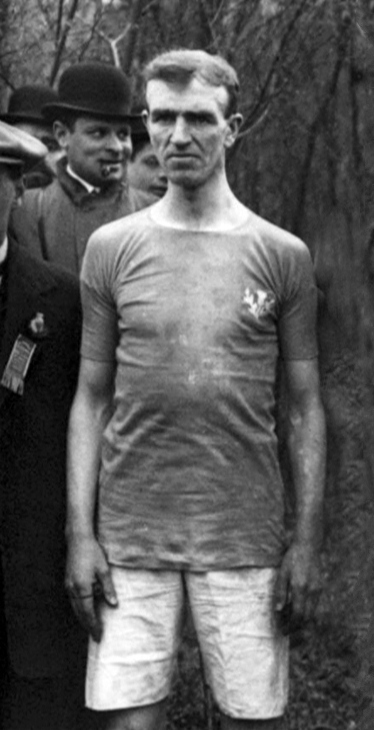
George Wallach erreichte im dritten Vorlauf nicht das Ziel

| Platz | Name               | Nation                | Zeit        | Anmerkung |
| ----- | ------------------ | --------------------- | ----------- | --------- |
| 1     | Leonard Richardson | Südafrikanische Union | 32:30,3 min | OR        |
| 2     | Lewis Tewanima     | Vereinigte Staaten    | 32:31,4 min |           |
| 3     | Mauritz Carlsson   | Schweden              | 33:06,2 min |           |
| 4     | Albin Stenroos     | Finnland              | 33:28,4 min |           |
| 5     | Alfonso Orlando    | Italien               | 33:44,6 min |           |
| 6     | Bror Fock          | Schweden              | k. A.       |           |
| 7     | Brynolf Larsson    | Schweden              | k. A.       |           |
| 8     | Alfonso Sánchez    | Chile                 | k. A.       |           |
| 9     | Thomas Humphreys   | Großbritannien        | k. A.       |           |
| 10    | Frederick Hibbins  | Großbritannien        | k. A.       |           |
| 11    | Gregor Vietz       | Deutsches Reich       | k. A.       |           |

### Vorlauf 3
| Platz | Name             | Nation             | Zeit        | Anmerkung |
| ----- | ---------------- | ------------------ | ----------- | --------- |
| 1     | Tatu Kolehmainen | Finnland           | 32:47,8 min |           |
| 2     | William Scott    | Großbritannien     | 32:55,2 min |           |
| 3     | Louis Scott      | Vereinigte Staaten | 34:14,2 min |           |
| 4     | Martin Persson   | Schweden           | 34:18,6 min |           |
| 5     | Hugh Maguire     | Vereinigte Staaten | 34:32,0 min |           |
| 6     | George Hill      | Australasien       | k. A.       |           |
| 7     | George Wallach   | Großbritannien     | k. A.       |           |

## Finale
Datum: 8. Juli 1912
| Platz | Name               | Nation                | Zeit        | Anmerkung |
| ----- | ------------------ | --------------------- | ----------- | --------- |
| 1     | Hannes Kolehmainen | Finnland              | 31:20,8 min | OR        |
| 2     | Lewis Tewanima     | Vereinigte Staaten    | 32:06,6 min |           |
| 3     | Albin Stenroos     | Finnland              | 32:21,8 min |           |
| 4     | Joe Keeper         | Kanada                | 32:36,2 min |           |
| 5     | Alfonso Orlando    | Königreich Italien    | 33:31,2 min |           |
| DNF   | Mauritz Carlsson   | Schweden              |             |           |
| DNF   | Tatu Kolehmainen   | Finnland              |             |           |
| DNF   | Hugh Maguire       | Vereinigte Staaten    |             |           |
| DNF   | Leonard Richardson | Südafrikanische Union |             |           |
| DNF   | Louis Scott        | Vereinigte Staaten    |             |           |
| DNF   | William Scott      | Großbritannien        |             |           |
| DNS   | John Eke           | Schweden              |             |           |
| DNS   | Ernest Glover      | Großbritannien        |             |           |
| DNS   | Gaston Heuet       | Frankreich            |             |           |
| DNS   | Martin Persson     | Schweden              |             |           |

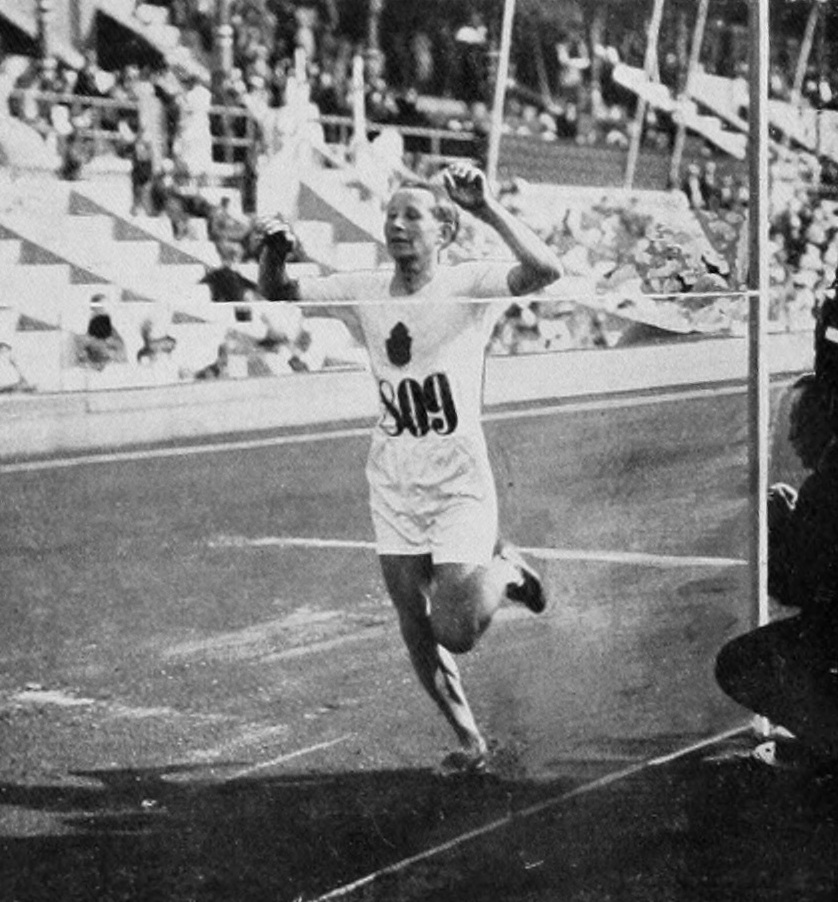
Olympiasieger Hannes Kolehmainen beim Zieleinlauf

Da der Franzose Jean Bouin, zwei Tage später Olympiazweiter über 5000 Meter, auf die 10.000 Meter verzichtete, gab es für Hannes Kolehmainen keine ernsthaften Gegner und er gewann das Rennen mit über 45 Sekunden Vorsprung. Offiziell wurde seine Zeit zunächst sogar als Weltrekord gewertet. Allerdings war Jean Bouin bereits im November 1911 mit 30:58,8 min als Erster überhaupt schneller als 31 Minuten gelaufen. Erst im Jahr 1926 wurde diese Zeit nachträglich als Weltrekord anerkannt.
Sechs der elf zum Finale angetretenen Läufer erreichten nicht das Ziel, vier eigentlich qualifizierte Sportler traten nach den Vorläufen gar nicht erst zum Finale an.
Hannes Kolehmainen, der zusammen mit seinem älteren Bruder Tatu Kolehmainen das Finale bestritt, gewann hier die erste von insgesamt drei Goldmedaillen bei den Spielen von Stockholm.

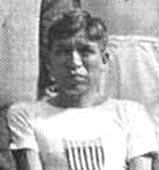
Lewis Tewanima, Gewinner der Silbermedaille
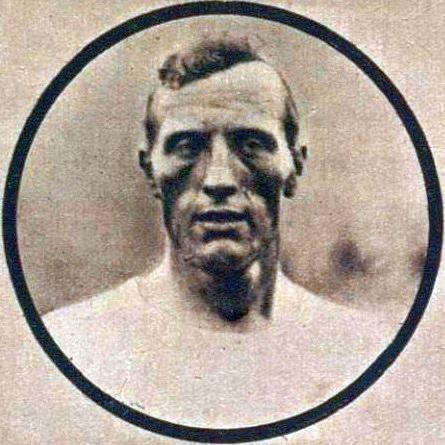
Albin Stenroos – auf dem Foto im Jahr 1924, als er den olympischen Marathonlauf gewann
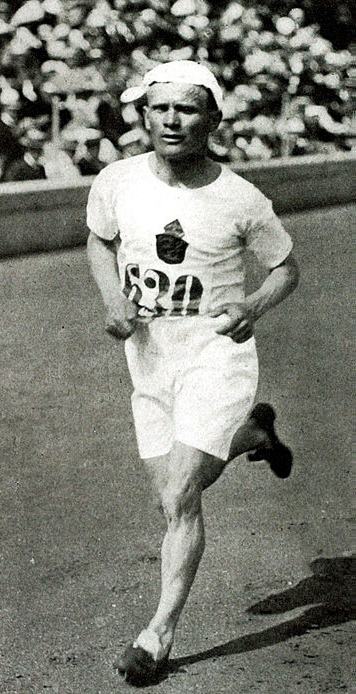
Tatu Kolehmainen, Bruder des Olympiasiegers, gab das Rennen vorzeitig auf
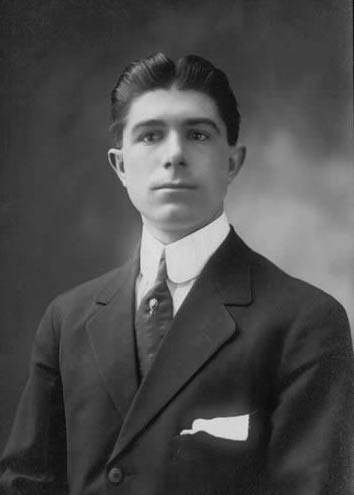
Louis Scott kam hier nicht ins Ziel und wurde zwei Tage später Siebter über 5000 Meter
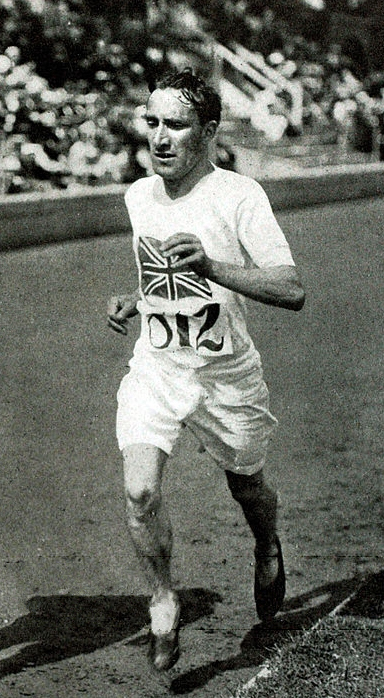
William Scott – nicht im Ziel
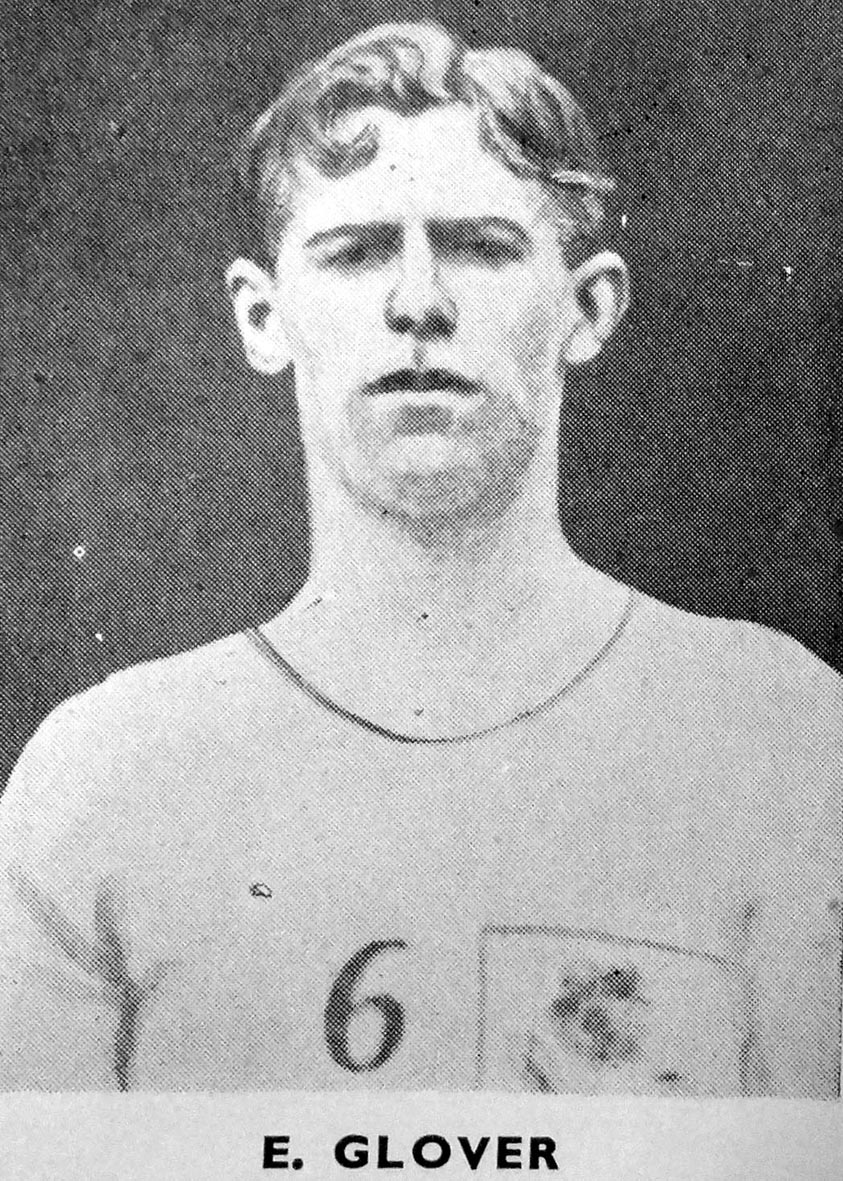
Ernest Glover erreichte im Finale nicht das Ziel
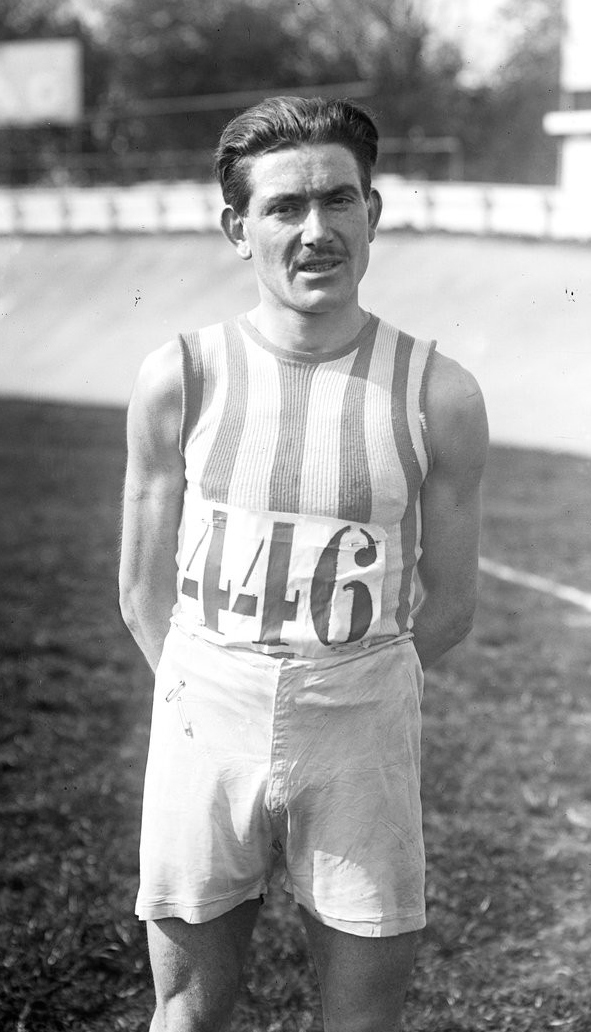
Gaston Heuet, über 5000 Meter im Vorlauf ausgeschieden, gab über 10.000 Meter im Finale vorzeitig auf

## Video
- Finland's Long Distance Hero - Hannes Kolehmainen - Stockholm 1912 Olympics, youtube.com, abgerufen am 18. Mai 2021